# Talang (vulkaan)
De Talang (Indonesisch: Gunung Talang), ook bekend onder de namen Salasi en Sulasi, is een actieve vulkaan in West-Sumatra, Indonesië. De vulkaan ligt in het regentschap Solok, op ongeveer 35 kilometer afstand van Padang en is 2597 meter hoog.
Bij de Talang liggen twee kratermeren, de grootste hiervan is het Talangmeer (Danau Talang). De vulkaan vormt een tweeling-vulkaan met de uitgedoofde Pasar Arbaa.

## Uitbarstingen
Tussen 1833 en 1968 hebben er in ieder geval 8 uitbarstingen plaatsgevonden, in de jaren 1833, 1843, 1845, 1876, 1963, 1967 en 1968. Na een kleine uitbarsting op 11 april 2005 werden meer dan 25.000 mensen uit het gebied rond de vulkaan geëvacueerd. In september 2006 werd de alarmfase van de vulkaan verhoogd vanwege een verhoogde activiteit ervan.